# Yilton Díaz
Yilton Eduardo Díaz Loboa (Guachené, Cauca, Colombia, 12 de junio de 1992) es un futbolista colombiano. Su posición es centrocampista y actualmente juega para el Xelajú de la Liga Nacional de Guatemala.

## Clubes
| Club                 | País      | Año         |
| -------------------- | --------- | ----------- |
| Fortaleza            | Colombia  | 2013 - 2015 |
| Rionegro Águilas     | Colombia  | 2016 - 2019 |
| Atlético Huila       | Colombia  | 2019        |
| Leones Negros        | México    | 2020 - 2021 |
| Deportivo Pasto      | Colombia  | 2021        |
| Deportivo Binacional | Perú      | 2022        |
| Deportes Quindío     | Colombia  | 2022 - 2023 |
| Tauro FC             | Panamá    | 2024        |
| C. S. D. Xelajú      | Guatemala | 2024 - Act. |

## Palmarés

### Títulos nacionales
| Título                     | Club      | País      | Año    |
| -------------------------- | --------- | --------- | ------ |
| Primera División           | Tauro FC  | Panamá    | 2024-A |
| Liga Nacional de Guatemala | Xelaju MC | Guatemala | 2024-A |

### Galardones individuales
| Distinción                                     | Club     | País   | Año  |
| ---------------------------------------------- | -------- | ------ | ---- |
| Goleador del Torneo Apertura 2024 con 9 goles. | Tauro FC | Panamá | 2024 |